# Parafia św. Józefa (Dominika)
Parafia świętego Józefa (ang. Saint Joseph Parish) – jedna z 10 parafii we Wspólnocie Dominiki, znajdująca się w centralno-zachodniej części kraju. Stolicą parafii jest Saint Joseph.
Graniczy z parafiami: św. Piotra od północy, św. Andrzeja od północnego wschodu, św. Dawida od wschodu oraz św. Pawła od południa.

## Miejscowości
- Morne Raquette
- Saint Joseph
- Salisbury